# Gabriel Albertí
Pour les articles homonymes, voir Alberti.
Gabriel Albertí, né le 8 octobre 1913, à Vilafranca del Penedès, en Espagne et mort en 1989, à Madrid, en Espagne, est un ancien joueur de basket-ball, dirigeant sportif et peintre espagnol.